# Ernst Walter Siemon
Ernst Walter Siemon (* 1946) ist ein deutscher Sprecher und ehemaliger Opernsänger (Bass/Bariton). Siemon arbeitet als Synchron-, Kultur-, Werbe- und Industriefilmsprecher.

## Leben und Ausbildung
Ernst Walter Siemon studierte von 1966 bis 1972 Evangelische Theologie an der Philipps-Universität Marburg und an der Kirchlichen Hochschule Berlin und schloss sein Studium mit dem Magister Artium ab.
Ab 1968 nahm er privaten Gesangsunterricht bei 1968 bei Margarethe von Winterfeldt in Berlin. Seine Ausbildung zum Opernsänger (Bass/Bariton) erfolgte privat und am Studio der Deutschen Oper Berlin (1969–1973), wo er während seiner Ausbildung auch in kleinen Rollen auf der Bühne der Deutschen Oper Berlin stand.

## Arbeit
Als Opernsänger arbeitete er anschließend etwa sieben Jahre, mit Hauptrollen hauptsächlich im Mozartfach: Leporello in Don Giovanni (am Theater Biel/Solothurn), Figaro in Figaros Hochzeit, Guglielmo in Cosí fan tutte (Südostbayerisches Städtetheater, Passau/Landshut), aber auch in Werken anderer Komponisten, z. B. als Stadinger in Der Waffenschmied von Albert Lortzing und als Graf in Der Wildschütz. Vorübergehende gesundheitliche Probleme Siemons führten zum Abbruch der Gesangslaufbahn.
Seit Anfang der 1980er Jahre arbeitete er als Rundfunksprecher, zunächst beim Hessischen Rundfunk (1981–1986), dann bis 1999 beim damaligen Südwestfunk in Baden-Baden. Von 1999 bis 2011 erhielt er eine Festanstellung beim SWR Landesfunkhaus Mainz. Seit Mitte 2011 ist er freiberuflich tätig.
Siemon sprach zwanzigtausend Nachrichtensendungen im Hörfunk, weit über eintausend Programmpräsentationen. Er sprach Moderationen, Features (Hörfunk und Fernsehen), viele Hundert aktuelle Beiträge in Hörfunk und Fernsehen (Landesschauen, Nachrichtenzuspielfilme, Magazine usw.), Voice-Overs in Hörfunk und Fernsehen, Hörspielrollen, künstlerische Sprecherei (z. B. Lyrik), Trailer, Sketche, Klamauk. Er trat als Sprecher bei Öffentlichen Veranstaltungen auf und in Fernsehsynchronisationen aller Art (in Features, Magazinen, Dokumentationen, Dokusoaps und unzähligen Kulturbeiträgen für Arte, ARD und ZDF so wie SWF/SWR-Fernsehregionalprogramme). Siemon sprach auch die Aufsprecher für verschiedene Industrie- und Imagefilme.
Er arbeitet heute auch als Rhetoriktrainer, Gesangslehrer und Lektor.

## Filmografie
Ernst Walter Siemon trat als Sprecher u. a. in folgenden Filmen auf:
- 2009: Du bist Terrorist von Alexander Lehmann
- 2009: Rette deine Freiheit von Alexander Lehmann
- 2011: Deutsche Atomkonzerne von Alexander Lehmann